# Lactarius croceus
Lactarius croceus é um fungo que pertence ao gênero de cogumelos Lactarius na ordem Russulales. Encontrado na América do Norte, foi descrito cientificamente pela micologista norte-americana Gertrude Simmons Burlingham em 1908.